# Санто Сисино (Рим)
Санто Сисино је насеље у Италији у округу Рим, региону Лацио.
Према процени из 2011. у насељу је живело 66 становника. Насеље се налази на надморској висини од 293 м.